# Mathilde Berghofer-Weichner
Mathilde Berghofer-Weichner, geborene Weichner (* 23. Januar 1931 in München; † 29. Mai 2008 ebenda), war eine deutsche Juristin und Politikerin der CSU.

## Leben
Nach dem Besuch der Oberrealschule in Gräfelfing studierte Mathilde Weichner Rechtswissenschaften an der Universität München und wurde 1957 promoviert. Nach dem Studium war sie kurz als Staatsanwältin und Ministerialrätin in München tätig. Sie trat in die CSU ein und wurde 1968 als erste Frau stellvertretende Parteivorsitzende.
Von 1959 bis 1965 war Weichner Mitglied des Bundesvorstandes der Jungen Union Deutschlands. 1969 heiratete sie. Mathilde Berghofer-Weichner gehörte dem Bayerischen Landtag von 1970 bis 1994 an. Sie war ab 1974 Staatssekretärin im bayerischen Kultusministerium und erste Frau in einem bayerischen Kabinett. Von 1986 bis 1993 amtierte sie als bayerische Justizministerin. Von 1988 bis 1993 war sie zusätzlich stellvertretende Ministerpräsidentin. 1993 wurde sie von Edmund Stoiber nicht mehr ins Kabinett berufen.
Politisch galt sie als Vertreterin eines harten Kurses in der Rechtspolitik und profilierte sich als erklärte Gegnerin der Abtreibung. Zwar war sie überzeugte Katholikin, vertrat kirchenpolitisch aber liberale Positionen, unter anderem die Möglichkeit, das Amt des Priesters auch für Frauen zu öffnen.
Nach dem Abschied aus der aktiven politischen Tätigkeit beschäftigte sie sich mit Volkskunst und Orchideenzucht.
Berghofer-Weichner starb am 29. Mai 2008 nach langer Krebserkrankung und wurde in Stockdorf beigesetzt.

## Auszeichnungen
- Bayerischer Verdienstorden
- 1977: Bundesverdienstkreuz 1. Klasse
- 1981: Großes Bundesverdienstkreuz
- 1986: Großes Bundesverdienstkreuz mit Stern
- 1987: Bayerische Verfassungsmedaille in Gold
- 1989: Silberne Bürgermedaille der Stadt Regensburg
- 1989: Bayerische Staatsmedaille für soziale Verdienste
- 2002: Medaille Bene Merenti der Bayerischen Akademie der Wissenschaften